# Nduruma (Arusha)
Nduruma ist ein Verwaltungsbezirk (Ward) des Distrikts Arusha DC in der tansanischen Region Arusha.

## Geografie
Nduruma liegt im Norden von Tansania etwa 20 Kilometer südöstlich der Regionshauptstadt Arusha. Der Bezirk grenzt im Süden an Bwawani, im Nordwesten an Mlangarini und im Osten an die Bezirke Kikwe und Shambarai Burka des Distrikts Meru. Das wichtigste Gewässer ist der Fluss Nduruma, dessen Wasser zur Bewässerung von Agrarflächen benutzt wird. Dies führt zu „Wasserraub“ zwischen Kleinbauern und großen Agrarunternehmen in der trockenen Anbauzeit, es gibt jedoch auch die Gefahr von Hochwassern.
Das Klima in Nduruma ist tropisch, Aw nach der effektiven Klimaklassifikation. Jährlich regnet es im Durchschnitt 727 Millimeter, am meisten in den Monaten März bis Mai, die Monate Juli bis September sind sehr trocken. Die Durchschnittstemperatur ist mit 18,6 Grad Celsius im Juli am niedrigsten und mit 25,0 Grad im Februar am höchsten.
Nduruma hat eine Fläche von 62 Quadratkilometern. Bei der Volkszählung 2022 lebten hier 14.490 Menschen in 3698 Haushalten.

## Gliederung
Der Bezirk besteht aus vier Gemeinden (Mtaa) mit 16 Orten (Kitongoji):
| Nduruma - Olodenderit - Maroroi - Nduruma Kati - Nduruma Madukani | Samaria - Unguuni - Usandaweni - Kichangani - Samaria | Marurani - Jamaika - Mururani Huduma - Mururani Kati - Mshikamano - Umoja | Maji Moto - Zaire - Msumbiji - Kitongojini |

## Wirtschaft und Infrastruktur
- Gesundheit: In Nduruma befinden sich ein staatliches Gesundheitszentrum[11] und eine öffentliche Apotheke.[12]
- Bildung: Die Nduruma Secondary School ist eine weiterführende Schule, die Jugendliche bis zur 4. Stufe ausbildet.[13]